# 京都府観光連盟
公益社団法人京都府観光連盟（こうえきしゃだんほうじんきょうとふかんこうれんめい、Kyoto Tourism Federation）は、京都府にある公益社団法人。事務所は京都府庁内にある。1948年に、京都府内の観光事業の健全な発達と振興並びに地域の活性化を図ること、を主目的として設立された。
京都府の各地域の観光協会等のネットワークの中心を担うほか、京都府内でDMOのない乙訓地域の誘客活動等の事務局としても機能している。

## 組織
京都府内の市町村、海の京都・森の京都・お茶の京都の各DMOや観光協会、商工会議所、観光に関連する団体、事業所、社寺が会員となっている。
歴代会長
近年は会長を京都市観光協会の会長が務めている。2020年に京都銀行元会長の柏原康夫が退任し、大和学園理事長の田中誠二が就任した。
- 西村大治郎
- 柏原康夫
- 田中誠二